# Triangolo ottusangolo

Un triangolo ottusangolo scaleno.

In matematica, in particolare in geometria, un triangolo ottusangolo è un triangolo il cui angolo di ampiezza maggiore è un angolo ottuso; essendo la somma degli angoli interni di un triangolo uguale a 180°, significa che vi può essere un solo angolo ottuso (più ampio di 90°), e che i restanti devono essere per forza entrambi acuti (meno ampi di 90°).
Possono essere triangoli ottusangoli sia triangoli isosceli che scaleni.

## Particolarità
- In un triangolo ottusangolo, l'ortocentro e il circocentro si trovano al di fuori del triangolo stesso. Invece restano interni l'incentro e il baricentro.